# رسم سگ‌دید
رسم سگدید عبارت بود از آوردن سگی بر بالین محتضر یا مرده و نشان دادن جسد به سگ و مالیدن پوزه به آن جسد. این رسم در ایران باستان رواج داشته‌است. زرتشتیان اعتقاد داشتند که زمانی که جان از بدن خارج می‌شود، نسوش (دیوی که بر اجساد آدمی دست می‌یابد و آن را پلید می‌سازد) بر وی هجوم برد و هنگامیکه سگ آن جسد را ببیند، نسوش رانده می‌شود.
اساس این عقیده بر این بود که سگ که دزد و گرگ و دشمن مادی را می‌راند، قادر به راندن دروج و نسوش پلیدی که از سوی باختر، جایگاه دیوان بر جسد مرده حمله می‌کند، هم هست. سود و خاصیت طبیعی و طبی رسم سگدید کردن این است که حیوان مذکور در شناخت مرگ توانا و در مرگ مفاجا و بی‌هوشی قادر به تشخیص مردگان از زندگان است. تا چندی پیش با نهادن قطعه نانی بر سینهٔ جسد و بردن سگ برای برداشتن آن رسم سگدید کردن به ذهن‌ها القا می‌شد.

## رسم سگدید در منابع
نویسندهٔ کتاب عجایب‌المخلوقات ضمن تمثیل سگ اصحاب کهف در وفاداری نوشته‌است: «... بدان که سگ جانوری است مهربان، از آدمی نشکیبد، به تن ضعیف و به دل دلیر تا از شیر بنگریزد و با وی بستیزد، یک لقمه بخورد و صد سال وفاداری کند، از بهر این گویند سگی بهتر از صد سفله… سگ نه سبعی تمام است و نه بهیمهٔ بهیم. نه جنی است نه انسی و مطایای جن است…مجوس مرده را به سگ نماید تا وی را ببوید، بداند کی مرده‌است، اگر زنده بود، بازگردد؛ اگر مرده بود در وی زند.»

## نوع سگ انتخاب شده برای مراسم
در فرگرد ۸، بندهای ۱۶ و ۱۷ وندیداد، این سگ باید چهارچشم، یا سگ سفید زردگوش باشد.
در متون کهن پهلوی سگ ده قسم بوده‌است که برخی از آن‌ها امروزه از نژاد سگ نیستند مانند راسو، روباه، گربه آبی، خارپشت و گربه زباد(-زباد غالیه) اقسام دیگر عبارت‌اند از:سگ گله، سگ خانه، سگ شکاری، سگ آبی، توله سگ. از این حیوانات یاد شده، سگ گله، سگ خانه، سگ آبی و خارپشت از اهمیت و قداست ویژه‌ای برخوردارند و می‌توانند دیو جسد را بگریزانند.
در بین این انواع ده‌گانه سگ‌هایی که نسوش و دیو جسد را می‌رانند عبارت‌اند از:سگ گله، سگ خانه، سگ شکاری، سگ روباه‌گونه، توله‌ای که بیش از ۴ ماه داشته باشد.

## چگونگی انجام مراسم
سگدید از ارکان اصلی آداب تشییع جسد به‌شمار می‌آمد و زرتشتیان همهٔ اموات را سگدید می‌کردند. کسی را که از روی داد یا بیداد کشته می‌شد یا به وسیلهٔ جانور درنده‌ای دریده می‌گشت یا به هر دلیل دیگر در می‌گذشت، سگدیده کرده جسد او را به دادگاه یا دخمه می‌بردند. اگر جان در بدن او باقی بود و مرگ وی حتمی به نظر می‌رسید، سگی را در کنار جسد می‌بستند تا وقتی که جان از بدن او خارج گردد، آن گاه مراسم کفن و دفن را به جای می‌آورند.
اگر شخصی در آب می‌مرد و بدن او مرطوب بود تا خشک شدن جسد صبر می‌کردند آن گاه سگدید می‌نمودند، اگر دست و پا و دیگر اعضای بدن انسانی مثله می‌شد و حتی اگر دور از هم می‌افتاد و به عنوان مثال عضوی را در بیابان می‌یافتند یکایک اعضا را از دید سگ می‌گذراندند تا سگدید شود.
بر طبق آیین زرتشتی پارچه‌ای که به خون یا چربی جسد آلوده می‌شد و حیوانات از جمله میمون و خرس اگر در آبادی می‌مردند باید سگدید می‌شدند. هر جسدی به وسیلهٔ دو مردی حمل می‌شد که توانایی آن‌ها از جهت جسمانی یکسان بود، اما اگر زن آبستنی درمی‌گذشت ضروری بود که دو سگ را برای سگدید حاضر کنند و چهار مرد نیرومند هم‌زور، هم، جسد را حمل نمایند. به اعتقاد زرتشتیان اگر جسد سگ ندیده را هزار تن هم برمی‌داشتند همگی آلوده می‌شدند. اگر زن آبستن هنگام زادن از دنیا می‌رفت، بچهٔ زهدان او هم سگدید می‌شد. لازم بود که سگ بدن جسد را لمس کند. در حین انجام دادن عمل مزبور، صورت جسد بایست کاملاً باز و بدون هیچ پوششی می‌بود.

## احتمال نقش سگ در متلاشی کردن جسد
برخی از محققان عقیده دارند، سگ در پاره کردن جسد نیز سهیم بود، یعنی پس از اینکه جسد را به دخمه می‌بردند به وسیلهٔ سگ دریده می‌شد. در گزیده‌های زادسپرم به این مطلب اشاره شده و دلیل متلاشی شدن جسد به وسیلهٔ حیوانات نیز ذکر گردیده‌است:
«زرتشت از اهورامزدا می‌پرسد:آن که بگذشت و بمرد و سگ و پرنده تن او را از هم متلاشی کرد و گرگ و کرکس ببرد، چگونه دوباره به هم رسند؟
... اهورامزدا گفت:این آفریدگان را آن‌گاه که نبودند، توانستم آفریدن و اکنون که بودند اما متلاشی شدند، دوباره ساختن آسان‌تر است زیرا مرا پنج انباردار است. پذیرندهٔ تن درگذشتگان:یکی زمین که نگهدارندهٔ گوشت و استخوان و پی مردم است، یکی آب که نگهدار خون است، یکی گیاه که نگهدار موی تن و سر است، یکی روشنی که پذیرندهٔ آتش است و یکی باد که جان آفریدگان را در هنگام فرشگرد باز دهد.

## دلایل انجام مراسم سگدید
با توجه به آنچه گفته شد دلایل احتمالی اجرای «سگدید» را می‌توان به‌طور خلاصه بدین‌گونه برشمرد که:
1. سگ زنده بودن یا مرگ انسان را با شامهٔ خود تشخیص می‌دهد.
2. چشمان سگ نیروی مغناطیسی دارد و می‌تواند اهریمن را دور کند.
3. سگ نماد محافظت و نگهبانی است پس می‌تواند ارواح خبیث را از جسد دور نماید.
4. به علت وفاداری و خدمات ارزشمندی که به انسان می‌کند در آیین تشییع اموات حضور دارد.
5. سگ اجساد پلید را می‌خورد و نابود می‌کند.
6. نماد نابود ساختن احساسات غیراخلاقی و دنیاپرستانه است.
7. نماد مادر است. گویی انسان از بطن آن آمده، پس جسد را می‌درد و می‌بلعد یعنی در خود جای می‌دهد و رستاخیزی انجام داده او را به زندگی واقعی و حقیقی خویش بازمی‌گرداند.
8. نطفهٔ کیومرث در سگ است پس حضور این حیوان به دلیل پیوند ذاتی که با انسان اول یعنی کیومرث دارد در مراسم تشییع فرزندان او و یاری رساندن به آن‌ها برای بازگشت به جهان اصلی لازم است.[۵]

## آثار احتمالی باقیمانده از رسم سگدید
احتمال دارد که این باورداشت مردم گیلان که هنگام دچار شدن انسان به بیماری و تب، باید نخی به اندازهٔ طول قد بیمار بر سوراخ لانهٔ سگ بگذارند. اگر سگ نخ را پاره کند تب بیمار به جان سگ می‌افتد و او بهبود می‌یابد، از آیین «سگدید» سرچشمه گرفته باشد.